# Азербайджанский государственный экономический университет
Азербайджа́нский госуда́рственный экономи́ческий университе́т (азерб. Azərbaycan Dövlət İqtisad Universiteti, сокрщ. UNEC, ADIU, АГЭУ) — государственный экономический университет Азербайджана. Один из крупнейших вузов Южного Кавказа.

## История
Подготовка экономистов с высшим образованием в Азербайджане началась в 1920-е годы. В созданном 16 ноября 1920 года декретом АзРевКома Политехническом институте один факультет являлся экономическим.
В 1922 году в Азербайданском государственном университете на факультете «Общественные науки» открылось экономическое отделение, которое подготавливало студентов до 1930 года.
В 1930 году после ликвидации Азербайджанского государственного университета на основе его факультетов были созданы отдельные вузы различного направления.
Декретом Совет Народных Комиссаров Азербайджанской ССР 19 июня 1930 года на базе экономического факультета АГУ создано высшее учебное заведение под названием «Азербайджанский торгово-кооперативный институт». Под этим именем институт функционировал до 1933 года.
2 января 1933 года на базе Азербайджанского торгово-кооперативного института создан Азербайджанский социально-экономический институт им. К. Маркса, включавший Институт социалистического учета, Институт советского строительства и права, Финансовый и Планово-экономический институты.
30 декабря 1936 года по решению Совета народных комиссаров Азербайджанской ССР на базе Азербайджанского социально-экономического института и присоединённого к нему Азербайджанского советского торгового института создан Азербайджанский народнохозяйственный институт им. К. Маркса. Он начал свою деятельность 15 января 1937 года, и как самостоятельный вуз функционировал до июля 1941 года.
В начале Великой Отечественной войны деятельность вуза была приостановлена, и он функционировал как экономический факультет в составе Азербайджанского государственного университета.
После войны институт был восстановлен как самостоятельный вуз. 14 марта 1959 года решением Совета Министров СССР деятельность Азербайджанского народнохозяйственного института им. К. Маркса была приостановлена, и он был присоединен к Азербайджанскому государственному университету.
В феврале 1966 года было принято решение о восстановлении Азербайджанского народнохозяйственного института им. Д. Буниатзаде. По этому решению с 1 сентября 1966 года функционировавшие в составе Азербайджанского государственного университета факультеты «Общеэкономический» и «Товароведческий», а также некоторые новые специальности инженерно-экономического факультета Азербайджанского нефтехимического института были включены в состав Азербайджанского народнохозяйственного института.
В 1987 году университет был снова закрыт. Вместо него был создан Бакинский филиал Ленинградского финансово-экономического института им Н. Вознесенского.
В июле 1990 года решением Совета Министров СССР университет был вновь восстановлен.
13 июня 2000 года указом президента Азербайджана «О совершенствовании учебной системы в Азербайджанской республике» на базе Азербайджанского государственного экономического института и Бакинского товароведно-коммерческого института создан Азербайджанский государственный экономический университет.
8 октября 2007 года ряд преподавателей университета был награждён медалями «Прогресс», и присвоено звание заслуженного учителя. Также 8 октября 2007 года был открыт новый корпус университета.
3 сентября 2020 года сдан в эксплуатацию заново отстроенный третий учебный корпус университета, состоящий из 4-х зданий, на улице Муртузы Мухтарова в Ясамальском районе Баку.

## Общие сведения
Сокращённое наименование университета — UNEC (сокращённо от University of Economics).
На январь 2024 года в университете функционируют 10 факультетов, на которых обучаются свыше 18 тысяч студентов и магистров по 22 специальностям. Из них свыше 850 иностранных студентов и магистров из 12 стран мира.
На январь 2024 года численность преподавателей составляет свыше 1000 чел., в том числе 77 профессоров, 326 доцентов, среди которых действительные члены Академии наук Азербайджана, Академии наук Нью-Йорка, лауреаты государственных премий, заслуженные учителя и деятели науки.
С 2020 по 2023 год научными работниками университета были опубликованы 574 научные работы в журналах, индексируемых в международной базе данных Web of Science.
В корпусах университета присутствуют лингафонные кабинеты, лаборатории, библиотеки, большие и малые конференц-залы.

### 2023/24
В 2023/24 учебном году университет окончило 5 264 студента. Из них 3 659 бакалавров и 1 605 магистров.

## Специальности
- Бухгалтерский учёт
- Финансы
- Банковское дело
- Статистика
- Международные экономические отношения
- Мировая экономика
- Организация и управление таможенным делом
- Коммерция
- Организация и управление бизнесом
- Товароведение
- Информатика
- Компьютерные науки
- Информационная безопасность
- Информационные технологии
- Рекламное дело
- Государственное регулирование экономики
- Стандартизация и сертификация
- Дизайн

## Рейтинги
На 2019 год университет занимал третье место среди азербайджанских вузов в рейтинге Webometrics Ranking of World Universities. В 2021 году университет занял второе место среди азербайджанских вузов в рейтинге Webometrics Ranking of World Universities.
UNEC включён в рейтинг QS EECA 2021 в категории 221—230.
Университет включён в рейтинг QS World University Rankings 2024 в категории 1001-1200.

## Филиалы

### Дербентский филиал
Дербентский филиал Азербайджанского государственного экономического университета был основан в 1993 году Гейдаром Алиевым. Однако, официальное его открытие состоялось только в ноябре 2016 года.
В филиале имеется 32 аудитории общей вместимостью в 1 тысячу студентов. В первом году было набрано 69 человек.
Студенты могут обучаться по четырём направлениям:
- Мировая экономика
- Финансы и кредит
- Бухгалтерский учёт, анализ и аудит
- Экономика общего профиля

### Закатальский филиал
В 2016 году открыт филиал в Закатале. Обучение происходит по четырём главным направлениям:
- Управление бизнесом
- Финансы
- Бухгалтерский учёт
- Экономика

Первый набор включал 113 студентов из 37 разных регионов Азербайджана.

## Галерея

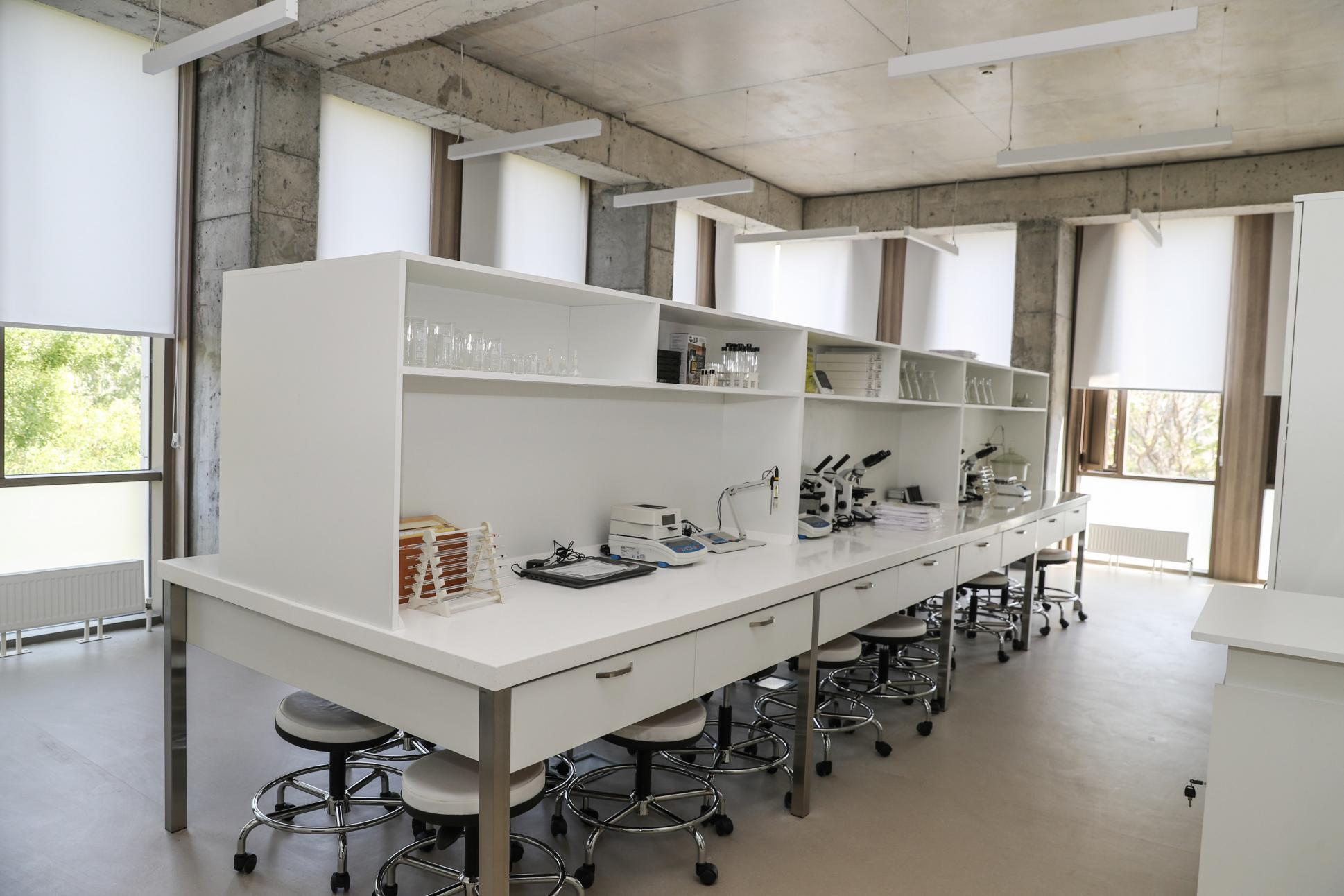
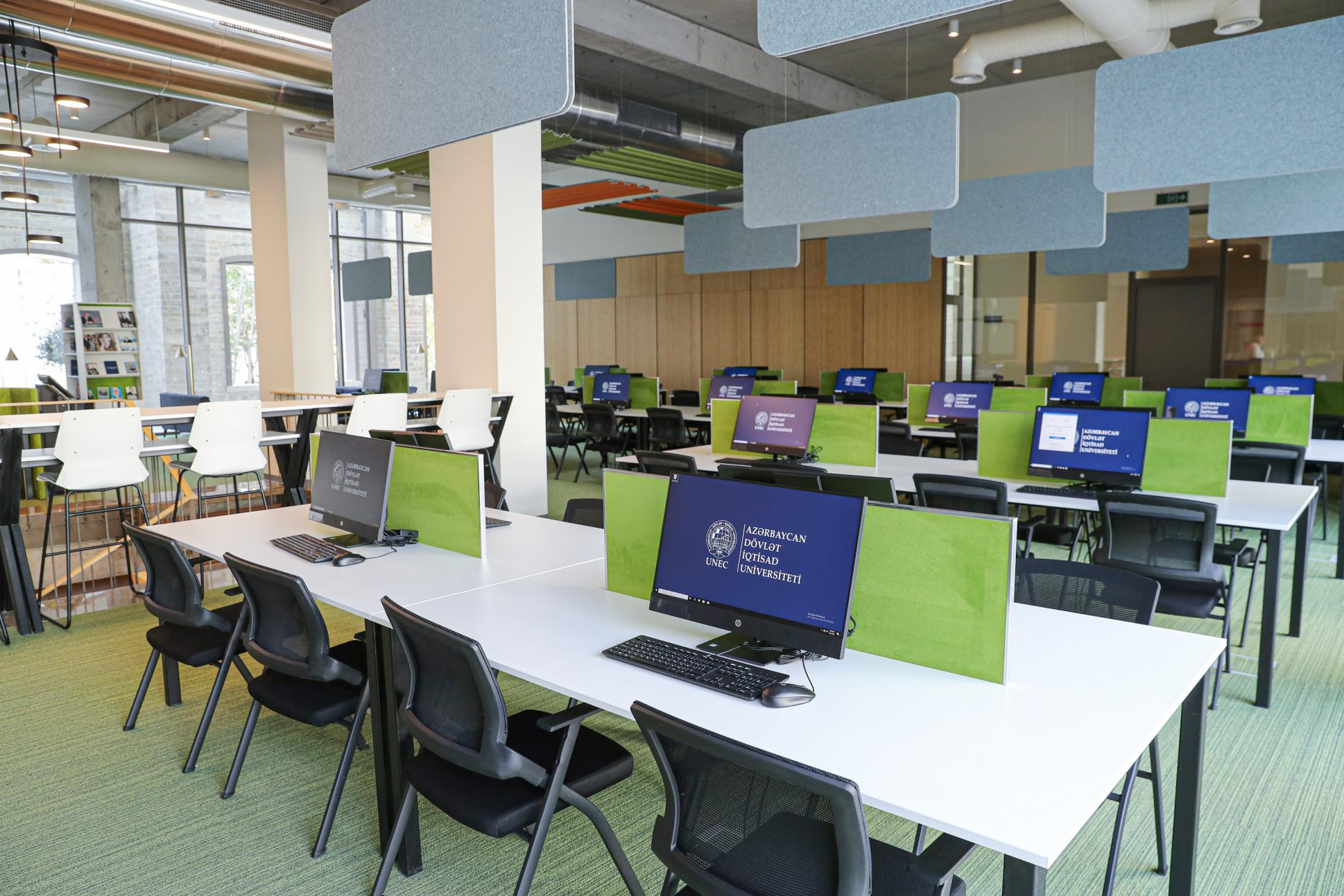